# Mahua Kheraganj
Mahua Kheraganj é um cidade no distrito de Udham Singh Nagar, no estado indiano de Uttaranchal.

## Demografia
Segundo o censo de 2001, Mahua Kheraganj tinha uma população de 8859 habitantes. Os indivíduos do sexo masculino constituem 53% da população e os do sexo feminino 47%. Mahua Kheraganj tem uma taxa de literacia de 43%, inferior à média nacional de 59.5%: a literacia no sexo masculino é de 54% e no sexo feminino é de 30%. Em Mahua Kheraganj, 21% da população está abaixo dos 6 anos de idade.